# Small Montana
Small Montana (* 24. Februar 1913 in Negros Occidental, Philippinen; † 4. August 1976) war ein philippinischer Boxer im Fliegengewicht.

## Profikarriere
Im Jahre 1930 begann er erfolgreich seine Profikarriere. Am 16. September 1935 boxte er gegen Midget Wolgast um die NYSAC-Weltmeisterschaft und gewann durch einstimmige Punktrichterentscheidung. Diesen Gürtel verteidigte er im Dezember desselben Jahres gegen Tuffy Pierpont durch einen Punktsieg und hielt ihn bis 19. Januar 1937. 
Im Jahre 1941 beendete er seine Karriere.